# Johannisberg (berg)
Johannisberg är ett berg i Österrike.   Det ligger i distriktet Spittal an der Drau och förbundslandet Kärnten, i den centrala delen av landet, 300 km väster om huvudstaden Wien. Toppen på Johannisberg är 3 453 meter över havet, eller 277 meter över den omgivande terrängen. Bredden vid basen är 2,6 km.
Terrängen runt Johannisberg är huvudsakligen bergig, men den allra närmaste omgivningen är kuperad. Runt Johannisberg är det ganska glesbefolkat, med 29 invånare per kvadratkilometer.. Närmaste större samhälle är Matrei in Osttirol, 16,1 km sydväst om Johannisberg. 
Trakten runt Johannisberg består i huvudsak av gräsmarker.